# Meta Ramsay
Pour les articles homonymes, voir Ramsay.
Margaret Mildred "Meta" Ramsay, baronne Ramsay de Cartvale (née le 12 juillet 1936) est membre du Parti travailliste de la Chambre des lords.

## Carrière professionnelle
Formé à l'Université de Glasgow et à l'Institut de hautes études internationales et du développement de Genève, Ramsay travaille pour le service diplomatique britannique de 1969 à 1991. Parlant couramment le russe, ayant étudié avec Elizabeth Smith, épouse de John Smith, elle est une officière très respectée auprès des services secrets britanniques (SIS / MI6). Elle est en poste à Stockholm et à Helsinki où, en tant que chef de la station du SIS, elle participe à l'exfiltration réussie de l'ancien colonel du KGB Oleg Gordievsky.
Contemporaine de Sir John Scarlett, chef du SIS de 2004 à 2009, elle est présélectionnée pour succéder à un ancien chef du MI6 - Colin McColl, bien qu'à ce moment-là, en 1994, elle perd face à Sir David Spedding, quitte le Service et entre en politique à plein temps.
Elle est conseillère en politique étrangère de John Smith, chef du parti travailliste de 1992 à 1994, et conseillère spéciale de Jack Cunningham, secrétaire d'État fantôme pour le commerce et l'industrie de 1994 à 1995.

## Carrière parlementaire
Elle est faite pair à vie en tant que baronne Ramsay de Cartvale, de Langside dans la ville de Glasgow le 11 octobre 1996.
Entre 1998 et 2001, Ramsay est baronne en attente (whip); Porte-parole du Scottish Office; Porte-parole des affaires étrangères et du Commonwealth; et porte-parole de la culture, des médias et des sports chez les Lords. En 2002, elle est nommée vice-présidente de la Chambre des lords, poste qu'elle occupe toujours (un vice-président parmi un groupe de 20 à 25 vice-présidents préside les débats lorsque le Lord Speaker n'est pas présent).
En 2005, elle est nommée membre du Comité du renseignement et de la sécurité, qui assure la supervision parlementaire du Service de renseignement secret (MI6), du GCHQ et du Service de sécurité (MI5). Elle est membre du conseil consultatif du groupe de réflexion sur la politique étrangère, le Foreign Policy Center.
Elle est présidente des Amis travaillistes d'Israël à la Chambre des lords.